# 高知社会保険事務局
高知社会保険事務局（こうちしゃかいほけんじむきょく）は、高知県高知市にあった社会保険庁の地方支分部局で、高知県を管轄していた。

## 管内社会保険事務所等
- 高知東社会保険事務所
- 高知社会保険事務局高知西社会保険事務室（高知西社会保険事務所）
- 南国社会保険事務所
- 幡多社会保険事務所（高知社会保険事務局幡多事務所）